# SuperGrafx
SuperGrafx ime je za igraću konzolu koju je proizvodila japanska tvrtka NEC od 1989. Konzola SuperGrafx inače je nadograda na popularnu konzolu PC Engine, koja je trebala biti 16-bitna konzola,  no u zavšnici SuperGrafx je imala poboljšanu grafiku u odnosu na PC Engine, dok su ostale unutrašnji dijelovi bili isti kao u PC-Engine i bez 16-bitne procesorske jedinice. 